# Joaquín Dicenta Benedicto
Joaquín Dicenta Benedicto (Calataiud, Saragossa, 3 de febrer de 1862 - Alacant, 21 de febrer de 1917) fou un periodista, dramaturg del neorromanticisme, poeta i narrador naturalista espanyol, pare del dramaturg i poeta del mateix nom i de l'actor Manuel Dicenta.

## Biografia
Fill d'un tinent coronel de l'exèrcit, va néixer per pura casualitat a Calataiud quan la seva família es traslladava d'Alacant a Vitòria. En la guerra carlista el seu pare va caure ferit en el cap, que a conseqüència del dany cerebral va perdre la raó, i la família va tornar a Alacant, on encara va viure alguns anys el pare malalt fins que va morir, ja que la seva dona no va voler fer-lo internar. En aquesta ciutat va passar la seva infància el futur escriptor; allí va estudiar l'educació secundària al costat de Rafael Altamira y Crevea i Carlos Arniches, encara que uns altres afirmen que en realitat va estudiar a Madrid amb els escolapis de Getafe. El cas és que va ingressar en l'Acadèmia d'Artilleria de Segòvia, però en va ser expulsat el 1878 a causa de la seva vida bohèmia i la seva afició a l'alcohol i a les dones. Va malviure llavors en els ravals i ambients marginals de Madrid, freqüentant aquell tabernacle dels baixos fons anomenat "La Estufa", intentant estudiar dret i introduint-se en els cercles republicans i demòcrates, i va experimentar l'influx del socialisme utòpic i del Krausisme, i en concret de Francisco Giner de los Ríos. A Madrid va conèixer al que seria el seu gran amic, el desgraciat poeta i periodista Manuel Paso, que moriria alcoholitzat en plena joventut. Va col·laborar en el periòdic El Liberal i va publicar els seus primers poemes en la revista Edén.

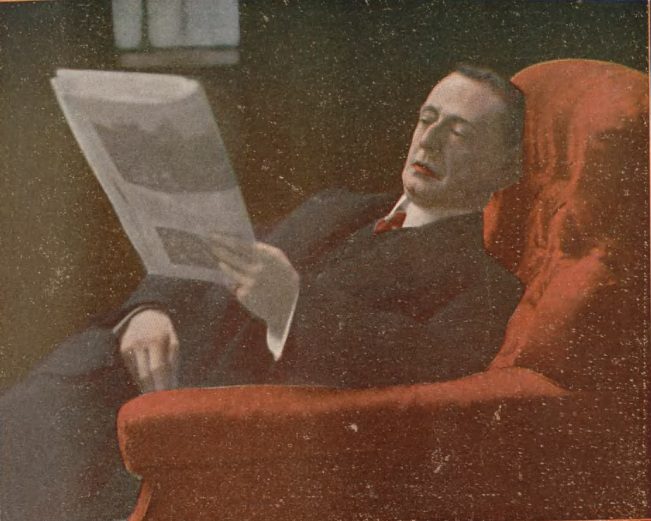
Joaquín Dicenta, fotografiat per Christian Franzen (c. 1908).

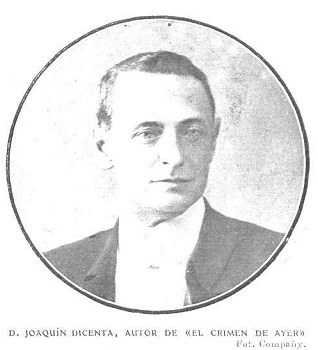
Joaquín Dicenta, a les pàgines de la revista Actualidades, 1908.

Va estrenar el seu primer drama en 1888, gràcies a la protecció de Manuel Tamayo, i va escriure nombroses novel·les, contes i peces de teatre en prosa i vers. També va escriure poesia, encara per recopilar i estudiar, i en el seu poema Prometeo de 1885 va declarar ja el seu ateisme. Després d'un breu i frustrat matrimoni, la societat el va marginar a causa d'haver-se unit a una dona gitana, la balladora andalusa Amparo de Triana, que va abandonar la professió per viure amb ell. El ressonant èxit internacional del seu drama Juan José, rebutjat anteriorment per la companyia de Ceferino Palencia i María Tubau, i una de les obres més representades a Espanya abans de la Guerra Civil Espanyola, li va donar cert renom. Va rebre poc després un homenatge per part dels literats i periodistes madrilenys l'11 de novembre de 1895. Va fundar amb Ruperto Chapí, en 1889, la Societat d'Autors, entitat precursora de la Societat General d'Autors i Editors. Va dirigir el setmanari Germinal (1897), que agrupava a bastants autors del Naturalisme, o més aviat un grup eclèctic d'utopistes honests, republicans i anticlericals independents que s'autodenominava Gent nova, disconforme amb la societat espanyola de llavors: Ricardo Fuente, Antonio Palomero, Rafael Delorme, Ernesto Bark, Jurado de la Parra, Ricardo Yesares, Miguel i Alejandro Sawa, Manuel Paso, Eduardo Zamacois, Urbano González Serrano, Nicolás Salmerón, Rotuney, A. de Santaclara… A aquests es van afegir altres autors més coneguts, com Ramiro de Maeztu, Ramón María del Valle-Inclán, Pío Baroja i Jacinto Benavente. La revista publicava assaigs, poesia i literatura de contingut social.
Dicenta va dirigir també el més important dels diaris republicans espanyols de la seva època, El País. Va tornar greument malalt a Alacant i va morir poc després; com a ateu confés, va ser enterrat en el cementiri civil de San Blas. En l'actualitat descansa en el cementiri alacantí de la Mare de Déu del Remei, molt prop del seu bon amic Antonio Rico Cabot.
Va tenir un gran adversari en Julio Camba, que va escriure en moltes ocasions contra ell; per contra, Ramiro de Maeztu i el seu amic Pedro de Répide el van elogiar. Azorín i Miguel de Unamuno li van censurar la seva vida dissipada i freqüentar els baixos fons i hampons. Encara que va sortir d'un mal pas econòmics gràcies a l'èxit de Juan José, va tenir una vida turbulenta.

## Obra
- El suicidio de Werther: obra dramática, 1888 (Estrenada al Teatre de la Princesa el 23 de febrer de 1888, amb Rafael Calvo com a protagonista)
- Spoliarivm, Madrid, 1888
- La mejor ley: obra dramática, Madrid: José Rodríguez, 1889
- Los irresponsables: drama en tres actos y verso, Madrid : Florencio Fiscovich, 1890. Estrenada el 27 de novembre de 1890 al Teatro Español
- Spoliarivm : cuadros sociales, Madrid: Fernando Fe, 1891 (2a ed.)
- Los irresponsables : obra dramática 1891
- Honra y vida, Madrid: José Rodríguez, 1891 (Estrenada al Teatro Principal de Zaragoza, la nit del 18 d'abril de 1891)
- Sevillanas, 1892
- Tinta Negra, Madrid: F. Fe, 1892 (Dibuixos de T. Muñoz Lucea i A. Pons)
- Rebelión, (novel·la curta), 1893
- El Duque de Gandía : drama lírico en tres actos y un epílogo en verso música dls mestres Antonio Llanos i Ruperto Chapí, Madrid: Florencio Fiscowich. 1894 (2a ed.)
- Luciano, Madrid : José Rodríguez, Madrid, 1894
- Los asistentes, 1895
- Juan José, 1895
- Juan José en capilla, 1896
- El señor feudal, 1896
- De la batalla, 1896
- Curro Vargas: zarzuela, 1898
- Crónicas, Madrid : Fernando Fe, 1898
- Lorenzo, 1899
- El tío Gervasio: monólogo en un acto y en prosa original. Estrenada al Teatro de Parish el 12 de març de 1900, Madrid, 1900
- El león de bronce: comedia en prosa, Madrid, 1900 (Estrenada al Teatro Príncipe de Alicante el 30 d'abril de 1900)
- La cortijera, 1900
- Aurora: drama en tres actos y prosa Barcelona, 1902 (Estrenada al Teatro de Cataluña el 12 de juny de 1902)
- De tren en tren : comedia en un acto inspirada en un cuento francés Estrenada al Teatro de la Alhambra la nit del 29 de novembre de 1902, Madrid, 1902
- Luciano, Madrid : Velasco, 1903 (2a ed.)
- Espumas y plomo, Madrid, 1903
- ¡Pa mí que nieva!, 1904
- Juan Francisco: drama lírico en tres actos y en verso original amb música del mestre Ruperto Chapí: Estrenada amb gran èxit al Teatro Price el 22 de desembre de 1904, Madrid, 1904
- Raimundo Lulio, 1904
- De piedra en piedra Cartagena: Artes Gráficas de Levante, 1904, 280 p.
- La finca de los muertos, 1904
- La conversión de Mañara: comedia, Madrid, 1905 (Estrenada al Teatro Cervantes de Màlaga el 2 de desembre de 1905)
- Traperías, 1905
- El vals de las sombras, 1905
- Entre rocas : zarzuela, Madrid : Sociedad de Autores Españoles, 1905 (Música del mestre Chapí)
- Amor de artistas : comedia en cuatro actos y en prosa original : Estrenada al Teatro de San Fernando de Segovia el 14 de maig de 1906, Madrid, 1906
- Desde los rosales, 1906
- Daniel : drama en cuatro actos y en prosa original : Estrenada al Teatro Español el 7 de març de 1907, Madrid, 1907
- Lorenza : comedia en tres actos y en prosa original : Estrenada al Teatro Español la nit del 12 de desembre de 1907, Madrid, 1907
- Marinera : monólogo en un acto y en prosa origial : Estrenado al Teatro de la Princesa l'11 de febrer de 1907, Madrid, 1907
- La gañanía / novela de ... ; il·lustracions de Menéndez, Madrid : El Cuento Semanal, 1908
- La confesión : comedia en un acto y en prosa original, Madrid : Sociedad General de Autores, 1908
- El crimen de ayer, 1908
- Los majos del plante, 1908
- Cuentos : Dedicatoria.- El nido de gorriones.- La epopeya de una cíngara.- En la estación.- Aniversario negro, Madrid, 1909
- Los tres maridos burlados : enredo en tres cuadros y un prólogo, en verso inspirado en la novela de Tirso de Molina. Música del Mestre Lleó, Madrid : Sociedad General de Autores, 1909
- La confesión, 1909
- El idilio de Pedrín, (novela), 1910
- Rebeldía, Barcelona : E. Domenech, 1910, 215 p.
- Por Bretaña, Madrid : Antonio Garrido, 1910
- Informe sobre la reorganización de la enseñanza municipal de Madrid, Madrid : Imprenta Municipal, 1910
- ¿Cuál de los dos?, (novela corta) 1911
- El tío Quico, 1911
- Una lección de amores, 1911
- Galerna Madrid : Renacimiento, 1911 (Col. Biblioteca popular) -Contiene: Galerna ; La gañanía ; Del camino ; Una letra de cambio-
- ¡Redención!, 1912
- Bajo los mirtos, 1912
- Del tiempo mozo, Madrid : Sucesores de Hernando, 1912
- Los bárbaros, Madrid : Renacimiento, 1912, 224 p.
- La ciudad de plomo, (novela) 1913
- ¡Pa mí que nieva! Barcelona, 1913
- El místico : drama en cuatro actos y en prosa escrita en català per Santiago Rusiñol, Madrid : Sociedad de Autores Españoles, 1913
- Encarnación, 1913
- Puesta de sol, 1913
- Sol de invierno, 1913
- Mares de España, Madrid : Renacimiento, 1913
- Los de abajo, 1913
- Estrellita de Alba, (novel·la), 1914
- El pasaporte amarillo, (novel·la), 1914
- Malvarrosa, 1914
- Caballería maleante, 1914
- El crimen de ayer : drama en tres actos y en prosa / original de ..., Madrid : Sociedad General de Autores, 1915
- Amor de artistas : comedia en cuatro actos y prosa / original de ..., Madrid : Sociedad General de Autores, 1915
- Los irresponsables : drama en tres actos y en verso original de .... : Estrenada amb extraordinari èxit al teatro Español de Madrid, la nit del 27 de novembre de 1890, Barcelona : Biblioteca "Teatro Mundial", 1915
- Mi Venus, 1915
- Luz, 1915
- Entre dos luces, 1915
- El idilio de Pedrín, 1915
- El capitán Anselmo, 1915
- El suicidio de Wherter : drama en cuatro actos y en verso original de ... : Estrenada amb molts aplaudiments la nit del 23 de febrer de 1888 al Teatro de la Princesa, de Madrid, Barcelona : Biblioteca "Teatro Mundial", 1916
- La Herencia, (novel·la), 1916
- Garcés de Marsilla, (novel·la), 1916
- Gente nueva, 1916
- ¡Quién fuera tú!, 1916
- Interior, 1916
- El Caudillo, (novela), 1916
- Bajo los mirtos, Barcelona : Millá y Piñol, 1916
- Juan José, (novela), 1917
- Mujeres, (novela), 1917
- Flor de espino, 1917
- El crimen de ayer, Madrid : Prensa Popular, 1917
- El señor feudal, Madrid : Prensa Popular, 1917
- Sobrevivirse, Madrid : Prensa Popular, 1917 (Col. La novela teatral)
- El lobo, Madrid : Prensa Popular, 1917
- La vida que pasa, Madrid, 1917
- La promesa. (Obra póstuma) : leyenda lírica-dramática en cinco jornadas, inspirada en un cuento de Gustavo A. Bécquer : Con el último autógrafo del autor, Madrid : Sucesores de Hernando, 1917
- Paraíso perdido : (novel·la), Madrid : Hernando, 1917.
- Conjunciones (conte)
- El cojito (conte)
- La desdicha de Juan (conte)
- Libertad (conte)
- Madroño (conte)
- Nochebuena (conte)
- Un idilio en una jaula (conte)
- Un triunfo más (conte)
- El crimen de ayer (obra)